# Qin Fen
Qin Fen (chino tradicional= 秦奮; chino simplificado= 秦奋; coreano= 진분), es un rapero, cantante y presentador chino.

## Biografía
Habla con fluidez Idioma mandarín (lengua materna) y coreano.
Es muy buen amigo del rapero chino Jackson Wang.

## Carrera
Actualmente es miembro de la agencia "OACA Entertainment". Previamente fue aprendiz de la agencia surcoreana Cube Entertainment, antes de firmar con "SS Entertainment" (previamente conocida como "JK Space Entertainment").
El 19 de enero del 2018 se unió a la primera temporada del reality show chino Idol Producer donde logró llegar hasta el episodio final obteniendo el 18.º lugar.
El 4 de septiembre del mismo año se unió como presentador del programa chino Lipstick Prince junto a He Jiong, Dai Jingyao, Mike Angelo y Fei Qiming.
El 23 de septiembre del 2019 se unirá al elenco principal de la serie web Wang Xiang Shao Nv MOMO.

### Música
El 9 de julio de 2014 debutó con el grupo surcoreano "The Legend" junto a Listen (리슨), Jaehyuk (제혁), Lito (리토) y Changsun (창선), bajo la agencia SS Entertainment. Dentro del grupo tenía la posición de vocalista. El grupo se separó en el 2017 y sus contratos con la agencia fueron cancelados luego de ganar una demanda.
El 10 de mayo del 2018 debutó con el grupo "Awaken-F" (组合Awaken-F) junto a Han Mubo (韩沐伯), Qin Zimo (秦子墨), Jing Peiyao (靖佩瑶) y Zuo Ye (左叶). Dentro del grupo tiene una de las posiciones de rapero, cantante y bailarín. El grupo debutó bajo la agencia "OACA Entertainment". Todos los miembros del grupo participaron en la primera temporada del programa de supervivencia Idol Producer.
El 5 de noviembre del 2018, lanzó su primer sencillo "Show Me", el cual obtuvo el puesto no.11 en el China V Charts.

## Filmografía

### Series de televisión
| Año             | Título                  | Personaje | Notas      |
| --------------- | ----------------------- | --------- | ---------- |
| 2019 - presente | Wang Xiang Shao Nv MOMO | -         | (webdrama) |
| 2015            | Dr. Ian (Dr. 이안)      | -         | (cameo)    |

### Programas de variedades
| Año             | Programa                      | Notas                                        |
| --------------- | ----------------------------- | -------------------------------------------- |
| 2018 - presente | Lipstick Prince               | miembro y presentador                        |
| 2018            | Super Kindergarten            | miembro y maestro                            |
| 2018            | Idol Producer                 | 18.º lugar - concursante                     |
| 2016            | Weekly Idol                   | (ep. #235) - invitado - junto a The Legend   |
| 2016            | Hello Korea                   | (ep. #36-37) - invitado - junto a The Legend |
| 2016            | The Show                      | presentador                                  |
| 2015            | The Show Warm Up              | presentador                                  |
| 2015            | Pops in Seoul                 | invitado - junto a The Legend                |
| 2015            | Let's Go! Dream Team Season 2 | invitado - junto a The Legend                |
| 2014            | Pops in Seoul; New Secret Box | invitado - junto a The Legend                |
| 2014            | KPop NonStop                  | invitado - junto a The Legend                |

### Películas
| Año  | Título         | Personaje | Notas |
| ---- | -------------- | --------- | ----- |
| 2016 | 我的吸血鬼大人 | Kai Er    |       |

### Programa de realidades
| Año | Título                    | Notas |
| --- | ------------------------- | ----- |
| -   | THE LEGEND Diary Season 2 |       |
| -   | THE LEGEND Diary Season 1 |       |

### Anuncios
| Año  | Título      | Notas            |
| ---- | ----------- | ---------------- |
| 2017 | Hardy Hardy | junto a Han Mubo |

### Revistas
| Año  | Título         | Notas           |
| ---- | -------------- | --------------- |
| 2019 | Style Magazine | junto a AwakenF |

## Discografía

### Sencillos
| Fecha de lanzamiento   | Título  | Posición (CHN V Chart) | Lista de canciones | Notas |
| ---------------------- | ------- | ---------------------- | ------------------ | ----- |
| 5 de noviembre de 2018 | Show Me | 11                     | 1. 單曲 (Show Me)  |       |

### Digital Singles
| Fecha de lanzamiento  | Título   | Lista de canciones                     | Notas                                                                                           |
| --------------------- | -------- | -------------------------------------- | ----------------------------------------------------------------------------------------------- |
| 8 de agosto de 2018   | FEI (绯) | 1. 绯 (FEI)                            | junto a Han Mubo                                                                                |
| 14 de octubre de 2017 | Kingsman | 1. Kingsman 2. Kingsman (instrumental) | junto a Han Mubo OST de "Kingsman: The Golden Circle" (versión doblada al chino de la película) |

### Otros
| Año  | Canción        | Álbum                          | Notas                                                                                            |
| ---- | -------------- | ------------------------------ | ------------------------------------------------------------------------------------------------ |
| 2020 | 心暖心等于世界 | Lanzado por Xinhua News Agency | (Canción y mensajes para apoyar a quienes luchan contra el coronavirus) - junto a otros artistas |

### Awaken-F
| Año  | Canción                        | Álbum                        | Notas |
| ---- | ------------------------------ | ---------------------------- | ----- |
| 2018 | 有你陪着我 (You Ni Pei Zhe Wo) | OST de "Entrepreneurial Age" |       |

#### Sencillos
| Fecha de lanzamiento | Título                           | Lista de canciones                  | Notas |
| -------------------- | -------------------------------- | ----------------------------------- | ----- |
| 9 de octubre de 2018 | The Law of Attraction (吸引定律) | 1. 吸引定律 (The Law of Attraction) |       |
| 11 de mayo de 2018   | For Your Attention (为你瞩目)    | 1. 为你瞩目 (For Your Attention)    |       |

#### Digital Singles
| Fecha de lanzamiento | Título                                 | Lista de canciones                        | Notas |
| -------------------- | -------------------------------------- | ----------------------------------------- | ----- |
| 17 de julio de 2018  | Stay With Me                           | 1. Stay With Me                           |       |
| 21 de mayo de 2018   | Three Miles Of Gentle Winds (三里清风) | 1. 三里清风 (Three Miles Of Gentle Winds) |       |

### The Legend

#### Digital Single
| Fecha de lanzamiento    | Título     | Lista de canciones                                                      | Posición (CHN V Chart) | Notas          |
| ----------------------- | ---------- | ----------------------------------------------------------------------- | ---------------------- | -------------- |
| 17 de noviembre de 2015 | Nail       | 1. 손톱 (Nail) 2. 손톱 (Nail) (Inst.)                                   | -                      |                |
| 3 de agosto de 2015     | Shadow     | 1. Shadow 2. Shadow (Inst.)                                             | -                      |                |
| 21 de enero de 2015     | Trace      | 1. 흔적 (Trace) 2. 흔적 (Trace) (Inst.)                                 | -                      |                |
| 9 de julio de 2014      | The Legend | 1. 미.남 (미련이 남아서) (Left Out) 2. 미.남 (미련이 남아서) (Left Out) | 11 -                   | (instrumental) |

#### Miniálbum
| Fecha de lanzamiento  | Título         | Lista de canciones | Notas                                 |
| --------------------- | -------------- | --- | ------------------------------------- |
| 21 de enero de 2016   | Sound Up       | 1. 반했다 (Crush On You) 2. I Want You Back 3. 이렇게 (This Way) 4. 손톱 (Nail) 5. 유앤아이 (You&I) 6. 반했다 (Crush On You) | - (versión original) - (instrumental) |
| 30 de octubre de 2014 | Out Of My Mind | 1. Lost 2. As If 3. I Wanna Know 4. Lost                                                                                     | - (instrumental)                      |